# Alfred Nichols
Alfred Hubert Nichols (Londres, 28 de novembre de 1890 - Hammersmith, Londres, 1 de maig de 1952) va ser un atleta anglès que va competir a començaments del segle xx.
El 1920 va prendre part en els Jocs Olímpics d'Anvers, on va disputar tres proves del programa d'atletisme. En el cros per equips guanyà la medalla de plata, formant equip amb James Wilson i Anton Hegarty; en el cros individual fou dotzè, mentre en els 5.000 metres fou vuitè.
Anteriorment, el 1914, guanyà el Cros de les Nacions.

## Millors marques
- Milla. 4:21.0 (1918)[1]
- 5.000 metres. 15.24.3 (1914)[2]